# کاربری سرزمین

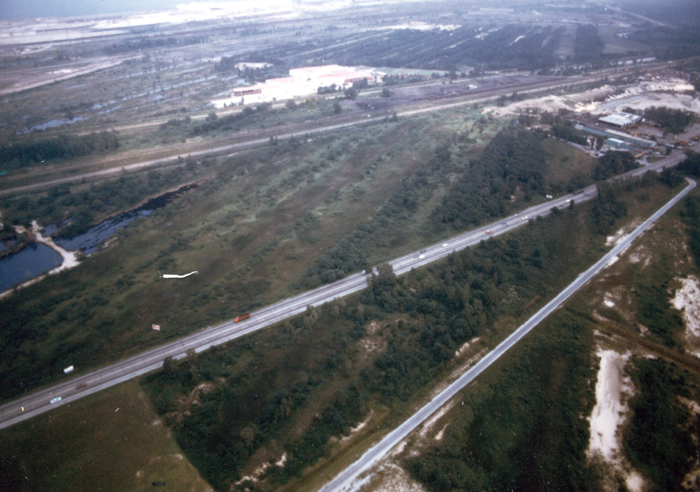
گسستگی زیستگاه ایجادشده توسط راه‌های احداث‌شده در پارک ملی ایندیانا دونس آمریکا

کاربری سرزمین یا کاربری اراضی (به انگلیسی: Land use) به استفاده انسان از زمین گفته می‌شود. کاربری سرزمین، شامل مدیریت و تبدیل محیط طبیعی یا محیط وحشی به محیط ساخته شده مانند شهرک‌ها و زیستگاه‌های طبیعی مانند زمین‌های زراعی، چراگاه‌ها و جنگل‌های مصنوعی می‌شود.

## کاربری مسکونی

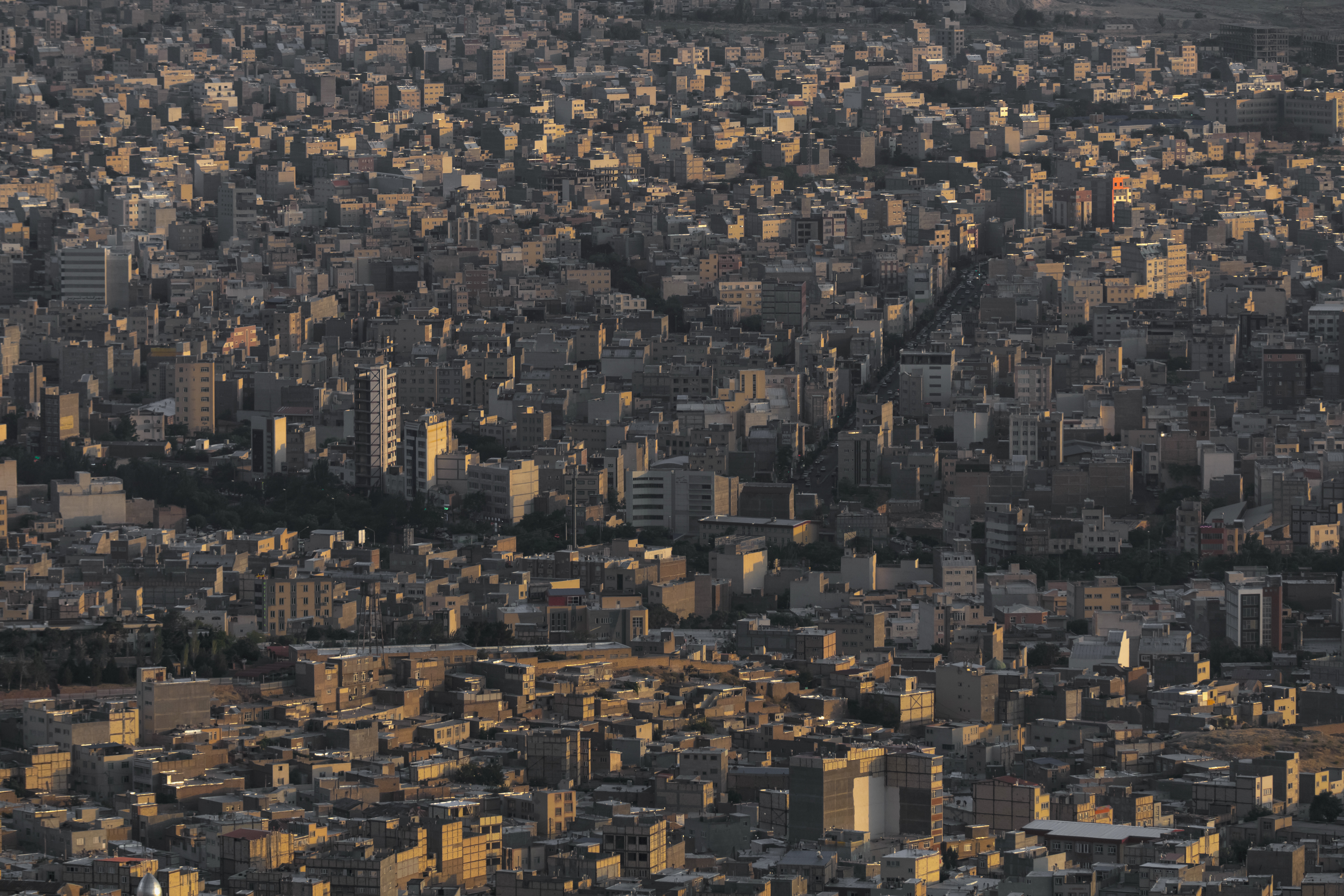
ساختمان‌های مسکونی در کلان‌شهر تبریز

مسکونی از انواع کاربری‌های مختلف زمینها و ساختمانهای موجود در معماری و سبک شهرسازی می‌باشد که در آن فضا برای اسکان و زندگی شهروندان در نظر گرفته می‌شود. هر چند به شکل اصولی این کاربری به صورت واحد در زمینهای شهری دیده می‌شود. اما در برخی موارد با توجه به فشرده بودن بافت‌هایمسکونی مختلف در کلان‌شهرها این نوع کاربری به شکل‌های تلفیقی با دیگر کاربری‌ها از قبیل تجاری و اداری در نظر گرفته می‌شود.

## محیط زیست
شیوه‌های استفاده از زمین و مدیریت زمین تأثیر عمده‌ای بر منابع طبیعی از جمله آب، خاک، مواد مغذی، گیاهان و جانوران دارد. از اطلاعات کاربری اراضی می‌توان برای توسعه راه حل‌هایی برای مدیریت منابع طبیعی مانند شوری و کیفیت آب استفاده کرد. به عنوان مثال، پهنه‌های آبی در منطقه ای که جنگل زدایی شده یا دارای فرسایش است کیفیت آب متفاوتی نسبت به مناطق جنگلی دارد. باور بر این است که باغبانی جنگل، که یک سیستم تولید مواد غذایی گیاهی است، قدیمی‌ترین شکل استفاده از زمین در جهان باشد.
تأثیر عمده استفاده از سرزمین بر پوشش زمین از سال ۱۷۵۰ تا کنون، جنگل‌زدایی مناطق معتدل بوده‌است. اثرات مهم اخیر استفاده از زمین شامل گسترش بی‌رویه شهر، فرسایش خاک، تخریب خاک، شوری خاک و بیابان زایی است. تغییر کاربری زمین و استفاده از سوخت‌های فسیلی، عمده‌ترین منابع انسانی تولید گاز دی‌اکسید کربن کربن بوده‌است، که اصلی‌ترین گاز گلخانه ای است.

طبق گزارش سازمان غذا و کشاورزی سازمان ملل، در هر جایی که برنامه‌ریزی برای کاربری سرزمین وجود نداشته است، یا به‌طور مرتب اجرا نشده‌است، یا در هر جایی که مشوق‌های مالی یا دولتی موجود نبوده است و این امر موجب تصمیم‌های اشتباه در زمینۀ کاربری سرزمین شده‌است، یا اینکه طراحی یک‌جانبه بر روی تنها یک زمینه باعث استفاده بیش از حد از زمین شده‌است (برای مثال تولید فوری به هر قیمتی)، نابودی سرزمین رخ داده‌است. در نتیجه این امر منجر به بدبختی بخش‌های زیادی از مردم محلی و نابودی اکوسیستم‌های ارزشمند شده‌است. چنین رویکردهای محدودی باید با تکنیکی برای برنامه‌ریزی و مدیریت منابع زمین جایگزین شود که یکپارچه و جامع بوده و استفاده‌کنندگان از سرزمین در محور مرکزی طراحی قرار بگیرند. این امر کیفیت درازمدت زمین را برای استفاده انسان، پیشگیری یا حل تعارضات اجتماعی مربوط به کاربری سرزمین و حفاظت از اکوسیستم‌های دارای ارزش تنوع زیستی بالا، تضمین خواهد کرد.